# Naissance en 1976
Naissance
- 1972
- 1973
- 1974
- 1975
- 1976
- 1977
- 1978
- 1979
- 1980

Les naissances en 1976 concernent les personnalités nées entre le 1er janvier et le 31 décembre 1976.

## Janvier
- 2 janvier :
  - Mahée Paiement, comédienne québécoise.
  - Paz Vega, actrice espagnole.
- 5 janvier : 
  - Raphaëlle Bruneau, actrice et comédienne de doublage franco-belge.
  - Mohamed Ben Attia, réalisateur tunisien.
- 7 janvier :
  - Akiko Shikata, compositrice et chanteuse japonaise.
  - Éric Gagné, joueur de baseball québécois.
  - Kierston Wareing, actrice britannique
  - Nilton Mendes, footballeur brésilien († 18 septembre 2006).
- 8 janvier : Jessica Leccia, actrice américaine.
- 10 janvier : Remy Bonjasky, combattant néerlando-surinamais de K-1.
- 13 janvier :Michael Peña, acteur américain
- 14 janvier : Kenza Bennaceur, nageuse algérienne.
- 15 janvier : Drago Grubelnik, skieur alpin slovène († 17 novembre 2015).
- 21 janvier : Emma Bunton, danseuse, actrice et animatrice radio et chanteuse britannique du groupe Spice Girls.
- 22 janvier : Stéphanie Cabre, réalisatrice et journaliste française
- 23 janvier : Angelica Lee, actrice et scénariste malaisienne d'origine chinoise.
- 24 janvier : Laure Belleville, mannequin français.
- 28 janvier : Rick Ross, rappeur américain
- 30 janvier : Laurence Oltuski, actrice belge.
- 31 janvier : Nicolas Petit,  dirigeant d'entreprise français.

## Février
- 3 février :
  - Daddy Yankee, chanteur, acteur, producteur de films, animateur de radio, et homme d'affaires portoricain
  - Isla Fisher, actrice
- 5 février : 
  - Rod Janois, chanteur et compositeur français.
  - Tony Jaa, acteur d'arts martiaux et chorégraphe thaïlandaise.
- 9 février : 
  - Antonio Barrera, matador espagnol.
  - Charlie Day, acteur américain.
- 10 février : Daniela do Waguinho, femme politique brésilienne.
- 12 février : Silvia Saint, actrice de films pornographiques tchèque.
- 14 février : Erica Leerhsen, actrice américaine.
- 15 février :
  - Brandon Boyd, chanteur et percussionniste américain du groupe Incubus.
  - « Luisito » (Ludovic Lelong), matador français.
- 23 février : Lorne Balfe, compositeur britannique.
- 25 février : Rashida Jones, actrice, scénariste et productrice américaine
- 26 février : Namrata Singh Gujral, actrice et productrice américaine, d'origine indienne.
- 27 février : Hanna Kosonen, sportive et femme politique finlandaise.
- 28 février : Guillaume Lemay-Thivierge, comédien québécois.
- 29 février : Ja Rule, rappeur américain
- ? février : Luís Miguel Rocha, écrivain portugais († 26 mars 2015).

## Mars
- 3 mars : Ferré Gola, chanteur congolais (RDC).
- 4 mars : Tommy Jönsson, footballeur suédois.
- 5 mars : 
  - Shirley Bousquet, actrice française.
  - Julie Deslauriers, comédienne québécoise.
- 6 mars : Xiong Guiyan, pongiste handisport chinoise.
- 7 mars : Chelsea Charms, actrice pornographique américaine, célèbre pour ses implants mammaires.
- 8 mars : Freddie Prinze Jr., acteur américain
- Sara Bernat, actrice pornographique américaine.
- 9 mars : Vincent Desagnat, acteur, skateur et animateur de télévision et de radio français.
- 10 mars : Ane Brun, autrice-compositrice-interprète norvégienne.
- 11 mars : Black Coffee, DJ sud-africain.
- 12 mars : Luis Vilches, matador espagnol.
- 13 mars : Danny Masterson, acteur américain
- 14 mars : 
  - Talant Mamytov, homme d'État kirghiz.
  - Daniel Gillies, acteur canadien
- 15 mars : Bantunani, auteur compositeur franco-congolais.
- 16 mars : 
  - Nicolas Jossier, skipper français.
  - Paul Schneider, acteur et scénariste américain.
  - Leila Lejeune, handballeuse française.
  - Susanne Ljungskog, coureuse cycliste suédoise.
- 20 mars : Chester Bennington, chanteur principal du groupe de nu metal et rock alternatif américain Linkin Park († 20 juillet 2017).
- 22 mars : Reese Witherspoon, actrice et productrice américaine.
- 23 mars :
  - Élisa Tovati, actrice et chanteuse française.
  - Keri Russell, actrice américaine.
  - Michelle Monaghan, actrice américaine.
- 24 mars : 
  - Peyton Manning, quarterback de football américain
  - Aliou Cissé, footballeur sénégalais.
- 25 mars : 
  - Baek Ji-young, chanteuse sud-coréenne.
  - Cha Tae-hyun, acteur et chanteur sud-coréen.
- 27 mars : Liu Limin, nageuse chinoise.
- 29 mars : 
  - Shawn Morelli, coureuse cycliste handisport américaine.
  - Kjell-Ole Haune, compositeur norvégien.
- 30 mars :
  - Chantal Botts, joueuse de badminton sud-africaine.
  - Aleksandr Kharitonov, joueur de hockey sur glace russe.
  - Obadele Thompson, athlète barbadien.
  - Jessica Cauffiel, actrice américaine
- 31 mars : Mélanie Coste, actrice française.

## Avril
- 1er avril : Troy Baker, acteur américain
- 3 avril : 
  - Nicolas Escudé, joueur de tennis français.
  - Anne-Marie Jung, actrice, doubleuse et chanteuse néerlandaise.
  - Marie Le Cam, actrice française.
  - Kim Bo-kyung, actrice sud-coréenne († 2 février 2021).
- 4 avril : James Roday, acteur américain
- 5 avril :
  - Alias, rappeur et producteur américain († 30 mars 2018).
  - « El Renco » (Antonio Pérez Rueda), matador espagnol.
- 6 avril : 
  - Georg Hólm (dit Goggi), musicien islandais, bassiste du groupe Sigur Rós.
  - Candace Cameron Bure, actrice et productrice américaine.
- 12 avril : Jérôme Commandeur, humoriste et acteur français.
- 13 avril :
  - Jonathan Brandis, acteur, réalisateur et scénariste américain († 12 novembre 2003).
  - Patrik Eliáš, joueur de hockey sur glace tchèque.
  - Dahbia Rigaud, haltérophile française.
  - Glenn Howerton, acteur américain.
  - Yu Ji-tae, acteur et réalisateur sud-coréen.
- 14 avril : Santiago Abascal, personnalité politique espagnole.
- 17 avril : Maïwenn, actrice, scénariste et réalisatrice française.
- 18 avril : 
  - Melissa Joan Hart, actrice américaine.
  - Gavin Creel, acteur américain († 3 octobre 2024).
- 22 avril :
  - Elena Serova, cosmonaute russe.
  - Ylenja Lucaselli, femme politique italienne.
- 24 avril : Denise Milani, modèle érotique américain.
- 25 avril : Kim Jong-kook, chanteur et personnalité télévisée sud-coréen.

## Mai
- 3 mai : Alexander Gerst, spationaute allemand.
- 5 mai : Sage Stallone, acteur, producteur et scénariste américain († 13 juillet 2012).
- 6 mai : Itamar Ben-Gvir, homme politique et avocat Israëlien, Ministre de la Sécurité nationale d’Israël.
- 7 mai : 
  - Sophie Thalmann, animatrice et mannequin française.
  - Tristan Petitgirard, acteur, dramaturge, scénariste et metteur en scène français.
  - Chrysoula Zacharopoulou, gynécologue et femme politique franco-grecque.
- 11 mai : Jalil Lespert, acteur, réalisateur et présentateur français.
- 14 mai : Martine McCutcheon, actrice et chanteuse anglaise.
- 15 mai : Anže Logar, homme politique slovène.
- 18 mai : 
  - Pepijn Gunneweg, acteur, doubleur et présentateur néerlandais.
  - Noriko Ito, joueuse de badminton japonaise.
- 19 mai : Kevin Garnett, Kevin Garnett
- 21 mai : 
  - Mellissa Dunn, joueuse de basket-ball australienne.
  - Sonia Backès, femme politique française.
- 24 mai : Mokobé, rappeur frano-malien.
- 25 mai : 
  - Sandra Nasić, chanteuse allemande du groupe Guano Apes.
  - Cillian Murphy, acteur irlandais
- 26 mai : Kwasi Kwarteng, homme politique britannique.
- 27 mai : Anita Blonde, actrice hongroise de films pornographiques.
- 30 mai : Omri Katz, acteur américano-israélien.
- 31 mai : Colin Farrell, acteur irlandais

## Juin
- 1er juin : Ravesa Lleshi, femme politique albanaise.
- 4 juin : Alexeï Navalny, activiste anti-corruption russe († 16 février 2024).
- 17 juin :
  - Scott Adkins, acteur britannique, expert aux arts martiaux
  - Djata Ilébou, chanteuse burkinabè († 21 octobre 2010)
- 18 juin : Blake Shelton, chanteur américain
- 21 juin : Mike Einziger, guitariste américain du groupe Incubus.
- 22 juin : Gordon Moakes, bassiste anglais du groupe Bloc Party.
- 23 juin : Patrick Vieira, footballeur français.
- 26 juin : Alexandre Zakhartchenko, militaire et homme d'affaires ukrainien († 31 août 2018).
- 27 juin : Cheri Madsen, athlète handisport américaine.
- 28 juin : Gaspard Proust, acteur et humoriste slovène-suisse.
- 30 juin : Jelena Stanković, religieuse orthodoxe serbe.

## Juillet
- 1er juillet :
  - Plies, rappeur américain
  - Mohammed Azaay, acteur néerlandais d'origine marocaine
- 2 juillet : Dany Bédar, auteur-compositeur-interprète.
- 3 juillet : Andrea Barber, actrice américaine
- 4 juillet : Natalia Potchinok, professeure d'université russe.
- 7 juillet :
  - Bérénice Bejo, actrice franco-argentine.
  - Martine Yabré, féministe burkinabé.
- 8 juillet : Ellen MacArthur, navigatrice anglaise.
- 10 juillet : 
  - Davy Mourier, acteur, scénariste, réalisateur, graphiste et animateur français.
  - Adrian Grenier, acteur, réalisateur, producteur, scénariste, compositeur et musicien américain.
- 12 juillet : Delfynn Delage, actrice pornographique française.
- 14 juillet : Shabana Rehman Gaarder, écrivaine norvégienne d'origine Pakistanaise († 29 Décembre 2022).
- 15 juillet :
  - Diane Kruger, ex-mannequin et actrice allemande.
  - Nicolle Payne, joueuse américaine de water-polo.
  - Gabriel Iglesias, acteur et comédien américain
- 16 juillet : Bobby Lashley, lutteur professionnel américain.
- 17 juillet : 
  - Marcos Senna, footballeur espagnol.
  - Luke Bryan, chanteur américain
  - Eric Winter, acteur américain
- 18 juillet : Elsa Pataky, actrice espagnole
- 19 juillet :
  - Benedict Cumberbatch, acteur et producteur britannique.
  - Naïma El Ghouati, gymnaste marocaine.
- 23 juillet : Mathieu Madénian, humoriste, comédien et chroniqueur français.
- 24 juillet : Laura Fraser, actrice écossaise.
- 25 juillet : Tera Patrick, actrice américaine.
- 26 juillet :
  - Oliv', dessinateur français.
  - Alice Taglioni, actrice française.
- 27 juillet : Ksenija Klampfer, femme politique slovène.
- 28 juillet : Anne-Élisabeth Blateau, actrice et dramaturge française.
- 30 juillet : 
  - Dominique Sopo, militant français.

## Août
- 2 août : Sam Worthington, acteur australien.
- 3 août : Lau Siu-lai, femme politique hongkongaise.
- 5 août : 
  - Kwon Sang-woo, acteur sud-coréen.
  - Jenniffer González, personnalité politique portoricaine et gouverneuse de Porto Rico depuis 2025.
- 6 août : 
  - Melissa George, actrice australienne.
  - Michael S. Regan, homme politique américain.
- 8 août : JC Chasez, un chanteur, compositeur et producteur de musique américain.
- 9 août : 
  - Audrey Tautou, actrice française.
  - Jessica Capshaw, actrice américaine
- 10 août : 
  - Bénédicte Le Chatelier, journaliste française.
  - Ines Stilling, femme politique autrichienne.
- 11 août : Will Friedle, acteur américain.
- 15 août :
  - Abiy Ahmed, homme politique éthiopien.
- 17 août : Scott Halberstadt, acteur américain.
- 20 août : Anaïs, auteure-compositrice-interprète française.
- 23 août : Scott Caan, acteur américain.
- 24 août : Alex O'Loughlin, acteur australien.
- 25 août : 
  - Céline Lebrun, judoka française.
  - Monika Kowalska, lutteuse polonaise.
  - Christophe Petit, dit Christophe Mali, auteur-compositeur-interprète français, membre du groupe Tryo.
  - Alexander Skarsgård, acteur et réalisateur suédois
- 26 août : 
  - Samia Hirèche, rameuse française.
  - Justin Lamoureux, snowboardeur canadien.
  - Sébastien Vieilledent, rameur français.
  - Coralie Delaume, essayiste et blogueuse française († 15 décembre 2020).
- 31 août : Vincent Delerm, chanteur français.

## Septembre
- 3 septembre : 
  - Ashley Jones, actrice de télévision américaine.
  - Farida Amrani, femme politique française.
- 5 septembre : Carice van Houten, actrice et chanteuse néerlandaise.
- 6 septembre : Naomie Harris, actrice britannique
- 7 septembre :Oliver Hudson, acteur américain
- 9 septembre : Emma de Caunes, actrice française.
- 10 septembre : Angellah Kairuki, femme politique tanzanienne.
- 11 septembre : Elephant Man, chanteur jamaïquain.
- 15 septembre : 
  - Martijn Meerdink, footballeur néerlandais.
  - María Mercedes Pacheco, actrice équatorienne.
- 17 septembre : Osvalde Lewat, auteure, réalisatrice et photographe franco-camerounaise.
- 18 septembre : Sabine Hossenfelder, physicienne et écrivaine allemande.
- 20 septembre : Jon Bernthal
- 22 septembre : Ronaldo, footballeur brésilien.
- 23 septembre : 
  - Eric Antoine, magicien et humoriste français.
  - Faune A. Chambers, actrice américaine.
- 24 septembre
  - Ian Bohen, acteur américain
  - Stephanie McMahon, ancienne catcheuse et femme d'affaires américaine
- 25 septembre :
  - Santigold, chanteuse américaine.
  - Chauncey Billups, joueur de basket-ball américain
- 27 septembre : 
  - Aurélie Konaté, actrice, chanteuse et danseuse française.
  - Elina Madison, actrice, productrice et scénariste américaine.
  - Francesco Totti, footballeur italien.
  - Luca Parmitano, spationaute italien.
- 28 septembre : Fedor Emelianenko, combattant de MMA et sambo russe.
- 29 septembre : Andriy Chevtchenko, footballeur ukrainien.

## Octobre
- 1er octobre : Nasser Al-Wahishi, djihadiste yéménite, chef d'Al-Qaïda dans la péninsule arabique († 12 juin 2015).
- 2 octobre : Mandisa, chanteuse américaine († 18 avril 2024).
- 3 octobre : 
  - Herman Li, guitariste britannique, membre du groupe DragonForce.
  - Seann William Scott, acteur américain
- 4 octobre :
  - Alicia Silverstone, actrice américaine.
  - Ueli Steck, alpiniste suisse († 30 avril 2017).
- 5 octobre : 
  - Alessandra Sublet, animatrice de télévision française.
  - Ramzan Kadyrov, président de Tchétchénie depuis 2007 et ancien milicien.
  - Song Seung-heon, acteur, chanteur et mannequin sud-coréen.
- 6 octobre : 
  - Brett Gelman, acteur américain
  - Mélody Vilbert, mannequin, animatrice, actrice, auteure et chroniqueuse française.
- 7 octobre :
  - Gilberto Silva, footballeur brésilien.
  - Santiago Solari, footballeur argentin.
- 11 octobre : Emily Deschanel, actrice américaine.
- 13 octobre : Jennifer Sky, actrice américaine.
- 16 octobre : Rachid Badouri, humoriste québécois.
- 19 octobre :
  - Joseph Duplantier, chanteur et guitariste français.
  - Pete Loeffler, chanteur américain.
- 21 octobre : Andrew Scott, acteur irlandais.
- 23 octobre :Ryan Reynolds, acteur canadien
- 26 octobre : Carla Maliandi, dramaturge argentine.
- 28 octobre :
  - Peggy Vrijens, actrice néerlandaise.
  - Karl Tremblay, chanteur canadien († 15 novembre 2023).
- 29 octobre : Mark Sheehan, musicien irlandais († 14 avril 2023).
- 30 octobre : 
  - Viacheslav Dinerchtein, altiste de concert.
  - Salim Nadher, footballeur algérien.
- 31 octobre : Nova van Dijk, actrice et réalisatrice néerlandaise.

## Novembre
- 2 novembre : Andreas Mogensen, spationaute danois.
- 7 novembre : Melyssa Ford, mannequin, actrice et journaliste canado-américaine
- 12 novembre : Judith Holofernes, chanteuse allemande.
- 13 novembre : 
  - Kenza Braiga, animatrice radio et écrivaine française.
  - Hiroshi Tanahashi, lutteur professionnel japonais.
- 15 novembre : Virginie Ledoyen, actrice française.
- 19 novembre : Jack Dorsey, Informaticien américain.
- 20 novembre :
  - Laura Harris, actrice canadienne.
  - Caio Junqueira, acteur brésilien († 23 janvier 2019).
  - Dominique Dawes, gymnaste artistique américaine
- 21 novembre : Silvia Hernández Sánchez, économiste et femme politique costaricienne.
- 22 novembre : Ville Valo, chanteur et compositeur finlandais.
- 23 novembre : Page Kennedy, acteur américain
- 24 novembre : Bernice Orwig, joueuse américaine de water-polo.
- 27 novembre : Jaleel White, acteur américain
- 28 novembre : Jake Sullivan, Personnalité politique.
- 29 novembre : 
  - Chadwick Boseman, acteur américain († 28 août 2020).
  - Mélanie Fazi, écrivain française.
  - Luca Giacomoni, metteur en scène italien.
  - Gianluca Ferraris, écrivain et journaliste italien († 14 mars 2022).
  - Anna Faris, actrice américaine

## Décembre
- 1er décembre : Matthew Shepard, étudiant américain († 12 octobre 1998).
- 3 décembre : Trina, rappeuse américaine
- 5 décembre : 
  - Amy Acker, actrice américaine.
  - Norishige Kanai, astronaute japonais.
- 6 décembre : 
  - Estelle Denis, journaliste et animatrice de télévision française.
  - Lindsay Price, actrice américaine.
- 7 décembre : 
  - Martina Klein, mannequin argentine.
  - Mark Duplass, cinéaste américain
- 8 décembre :Dominic Monaghan, acteur britannique
- 9 décembre : 
  - Booba (Élie Yafa), rappeur français.
  - Bae Soo-bin, acteur sud-coréen.
- 11 décembre : Sandrine Arcizet, animatrice de télévision française.
- 12 décembre : Rozaina Adam, femme politique maldivienne.
- 13 décembre :
  - Géraldine Aresteanu, photographe franco-roumaine.
  - Rama Yade, femme politique française.
- 18 décembre : Véronic DiCaire, imitatrice canadienne.
- 23 décembre : Natalia Strelchenko, pianiste norvégienne d'origine russe († 30 décembre 2015).
- 26 décembre : Thomas Leridez, animateur de radio et de télévision français.
- 28 décembre : Joe Manganiello, acteur américain
- 29 décembre : Danny McBride, acteur, humoriste, producteur, scénariste et réalisateur américain.
- 30 décembre : Olivier Chaput, chef cuisinier français.

## Date précise inconnue
- Muhammad Arif, homme politique indonésien († 1er janvier 2021).
- Cho Hae-jin, écrivaine sud-coréenne
- Mohammed el-Menfi, homme politique libyen.
- Nitasha Kaul, poétesse indienne.
- Jac sm Kee, activiste féministe et chercheuse malaisienne.
- Alexandra Koszelyk, écrivaine française.
- Sara Mesa, romancière espagnole.
- Aimée Kabila Mulengela, femme politique congolaise († 16 janvier 2008).
- Tina Vallès, écrivaine espagnole.
- Ava Vidal, humoriste britannique.
- Chad Wolf, Homme politique.
- Yi Geun-hwa, poète et professeure sud-coréenne.